# Порфирио Лобо Соса
Порфирио Лобо Соса (шп. Porfirio Lobo Sosa; Трухиљо, 22. децембар 1947) бивши је председник Хондураса. Члан је Националне партије и бивши члан Националног конгреса Хондураса, а обављао је и функцију председника Конгреса од 2002. до 2006. г. На председничким изборима 2005. изгубио је од Мануела Селаје. Победио је на изборима одржаним 2009.
Политиком је почео да се бави са 19. година, и био је председник омладинске организације Националне партије у покрајини Оланчо. Члан Конгреса постао је 1990.
Кандидовао се за председника на изборима 2009. који су расписани после државног удара и свргавања председника Селаје. Његову администрацију признало је тек 29 држава, између осталих: САД, Канада, а од земаља из региона само Костарика, Панама и Колумбија.